# بنيامين براود
بنيامين براود (بالإنجليزية: Benjamin Proud) (مواليد 21 سبتمبر 1994) هو سبّاح من المملكة المتحدة، مثّل بلاده في الألعاب الأولمبية الصيفية 2016.

## روابط خارجية
بنيامين براود على موقع الاتحاد الدولي للسباحة (الإنجليزية)
- بنيامين براود على موقع SwimRankings.net (الإنجليزية)
- بنيامين براود على موقع اللجنة الأولمبية الدولية (الإنجليزية)
- بنيامين براود على موقع أوليمبيديا (الإنجليزية)
- بنيامين براود على موقع اللجنة الأولمبية البريطانية (الإنجليزية)
- بنيامين براود على موقع اتحاد ألعاب الكومنولث (مؤرشف) (الإنجليزية)
- بنيامين براود على موقع دورة ألعاب الكومنولث 2014 (مؤرشف) (الإنجليزية)